# Rosetta Stone (Band)
Rosetta Stone war eine britische Pop-Rock-Band, die von 1976 bis 1982 bestand.

## Geschichte
Die Anfänge der Band liegen im Jahr 1972, als Ian Mitchell und Damian McKee die Band Albatross im nordirischen Downpatrick gründeten. Als Damians Brüder Terry und Colin zur Band stießen, nannte man sich erst Bang und ab 1974 Young City Stars. Immerhin brachten sie in diesem Jahr ihre erste Single heraus und spielten im Vorprogramm der Bay City Rollers. 1976 wechselte Mitchell kurzfristig als Ersatzgitarrist zu den Rollers, während sich Andy LeGear den Young City Stars anschloss. Noch im selben Jahr kehrte Mitchell wieder zurück, die Band wurde in Rosetta Stone (nach einem Musikstück von Barry Blue) umbenannt und Rollers-Manager Tam Paton nahm sich ihrer an.
Das Quintett bekam einen Plattenvertrag bei Private Stock Records und 1978 erschien ihr Debütalbum Rosetta Stone. Erfolgreich waren sie vor allem im asiatischen Raum, aber auch in Deutschland mit ihrer Single (If Paradise Is) Half as Nice, eine Cover-Version des Nummer-eins-Hits von Amen Corner, die Platz 20 erreichte. Auch die zweite Single Sheila, eine Coverversion des Tommy-Roe-Hits von 1962, wurde noch ein Hit.
1979 verließ Mitchell nach Streitigkeiten erneut die Band und das zweite Album Caught in the Act konnte nicht mehr an den Erfolg anknüpfen. Ersatzmann Paul Lerwill blieb wieder nur drei Jahre, bevor er durch Enda Walsh ersetzt wurde. Eine letzte EP Hiding from Love erschien 1982, aber wenige Zeit später löste sich die Band auf.
Um die Jahrtausendwende gab es mehrere Reunion-Konzerte, zum Teil mit allen ursprünglichen Mitgliedern.

## Mitglieder
- Damian McKee (* 25. August 1958), Gesang
- Ian Mitchell (* 22. August 1958), Lead-Gitarre (bis 1979)
- Terry McKee (* 12. Mai 1960), Schlagzeug
- Colin McKee (* 4. Juni 1961), Bass
- Andy LeGear (* 28. April 1960), Gitarre
- Paul „Flash“ Lerwill, Lead-Gitarre (1979–1982)
- Enda Walsh, Keyboard (ab 1982)

## Diskografie

### Alben
- Rosetta Stone (1978, in Japan und Großbritannien als Rock Pictures)
- Caught in the Act (1979)

### EPs
- Hiding from Love (1982)

### Singles
- Some Kind of Summer / Paper Roses (1974, als Young City Stars)
- Sunshine of Your Love (1977)
- (If Paradise Is) Half as Nice (1978)
- Sheila (1978)
- Try It On (1978)
- Judy, Judy, Judy